# Sewer Shark
Sewer Shark est un jeu vidéo en full motion video de type rail shooter sorti en 1992. Initialement, le jeu devait sortir la plate-forme de jeu vidéo NEMO (en) de Hasbro, mais le développement fut vite arrêté. Digital Pictures récupéra peu après le jeu afin de le développer sur Mega-CD, puis sur 3DO en 1993.

## Accueil

### Critique
- AllGame : 2/5 (Mega-CD)[2]
- Consoles + : 80 % (3DO)[3]
- Joystick : 60 % (3DO)[4]

### Ventes
Le jeu est l'une des meilleures ventes du Mega-CD avec plus de 100 000 exemplaires vendus avant la mise en place de ventes couplées à la console sous forme de pack.